# Пластовые воды
Пластовые воды, также известные как водоносные горизонты, являются важными компонентами нефтяных и газовых месторождений. Они находятся в пластах-коллекторах, которые контролируют запасы нефти и газа, либо образуют самостоятельные чисто водоносные пласты.
В первом случае пластовые воды занимают низлежащие области пластов-коллекторов, обеспечивая поддержание нефтяных и газовых залежей.
Во втором случае водоносные пласты не связаны с залежами и находятся выше или ниже продуктивных горизонтов.

## Генетические типы пластовых вод[1][2]

### Остаточные или молекулярно-связанные воды
Вода, связанная с минеральными частицами породы и адсорбированная в капиллярных и субкапиллярных пустотах нефтяных пластов. Эти воды являются частью структуры породы и обычно не поддаются добыче вместе с нефтью и газом.

### Седиментационные воды
Воды, находящиеся в пласте с момента осаждения осадочных пород. Они залегают синхронно с формированием породы и обычно обладают низким уровнем минерализации.

### Инфильтрационные воды
Вода, проникающая в пласт извне за счёт атмосферных осадков, водотоков и морских вод. Они обычно имеют меньшую минерализацию и могут влиять на пластовые условия в горных системах

### Элизионные воды
Воды, проникающие в пласты под действием геостатического давления или тектонических напряжений. Они могут быть выжаты из поровых пространств при уплотнении пород или из-за изменений в напряжённом состоянии пласта.

## Промысловые типы пластовых вод

### Пластово-напорные воды
- Краевые: Эти воды находятся в нижней части пласта и подпирают залежь по его внутреннему и внешнему контурам, создавая кольцевую форму поддержки. Они обычно играют роль в поддержании давления в пласте и предотвращении его обвалов.
- Подошвенные: Эти воды поддерживают залежь по всей её площади, включая сводовую часть, образуя сплошное зеркало водоносного контакта (ЗВК) или гидравлического водоносного контакта (ГВК).
- Промежуточные: Залегают внутри нефтеносного пласта или между пластами, объединёнными в один эксплуатационный объект.
- Верхние: Эти воды приурочены к чисто водоносным пластам, не зависимым от продуктивных и залегающим выше последних.
- Нижние: Приурочены к чисто водоносным пластам, не зависимым от продуктивных и залегающим ниже последних.
- Воды тектонических трещин: Циркулируют по плоскостям разломов из высоконапорных (чаще всего более глубоко залегающих) в низконапорные.

### Технические воды
Это воды, которые намеренно закачиваются в пласт для поддержания пластового давления и более полного вытеснения нефти водой. Они играют ключевую роль в процессе вторичного поднятия давления в пласте и увеличения эффективности добычи нефти и газа.